# 藤岡町 (栃木縣)
藤岡町（日语：／ Fujioka machi */?）是栃木縣南端部的一町。屬下都賀郡。